# Sylvain Desclous
Pour les articles homonymes, voir Desclous.
Sylvain Desclous est un réalisateur et scénariste français né en 1973 à Créteil.

## Parcours
Après avoir été diplômé de l'Institut d'études politiques d'Aix-en-Provence en 1994, Sylvain Desclous réalise les courts métrages, CDD/I (2005), Là-bas (2009), Flaubert et Buisson (2011), Le Monde à l’envers (2012) et Mon Héros en 2015.
Son premier long métrage, Vendeur, avec Gilbert Melki et Pio Marmaï, sort en 2016.
Suivront trois documentaires : La Peau dure (2018), Valentina à l'Est (2020) puis La Campagne de France (2022).
Il réalise ensuite De grandes espérances (2023) avec Rebecca Marder, Benjamin Lavernhe et Emmanuelle Bercot puis Le Système Victoria, adapté du roman d'Éric Reinhardt, avec Damien Bonnard et Jeanne Balibar, qui sort en 2025.

## Filmographie

### Cinéma

#### Longs métrages
- 2016 : Vendeur
- 2022 : La Campagne de France
- 2023 : De grandes espérances
- 2025 : Le Système Victoria

#### Courts métrages
- 2005 : CDD/I
- 2009 : Là-bas
- 2011 : Flaubert et Buisson
- 2012 : Le Monde à l’envers
- 2015 : Mon héros
- 2019 : La Peau dure
- 2021 : Valentina, à l'Est

## Distinctions

### Prix
- 2012 : Prix spécial du jury et prix de la presse pour Le Monde à l'envers au festival du court métrage de Grenoble[3]
- 2012 : Prix de la meilleure interprétation, prix du jury étudiant et prix format court au festival du film de Vendôme pour Le Monde à l'envers[3]
- 2016 : Prix du public au festival international de Bruxelles pour Mon héros[4]

### Nominations
- Césars 2014 : Prénommé pour le César du meilleur court métrage pour Le Monde à l'envers[3]
- Césars 2016 : Nommé pour le César du meilleur court métrage pour Mon héros[4]